# Wickede (Ruhr)
Wickede település Németországban, azon belül Észak-Rajna-Vesztfália tartományban. Lakosainak száma 13 213 fő (2023. december 31.). Wickede Arnsberg és Ense községekkel határos.

## Népesség
A település népességének változása:
| Lakosok száma | 11 841 | 12 506 | 12 595 | 12 959 | 12 967 | 13 213 |
|               | 1975   | 2017   | 2019   | 2021   | 2022   | 2023   |